# Roligan

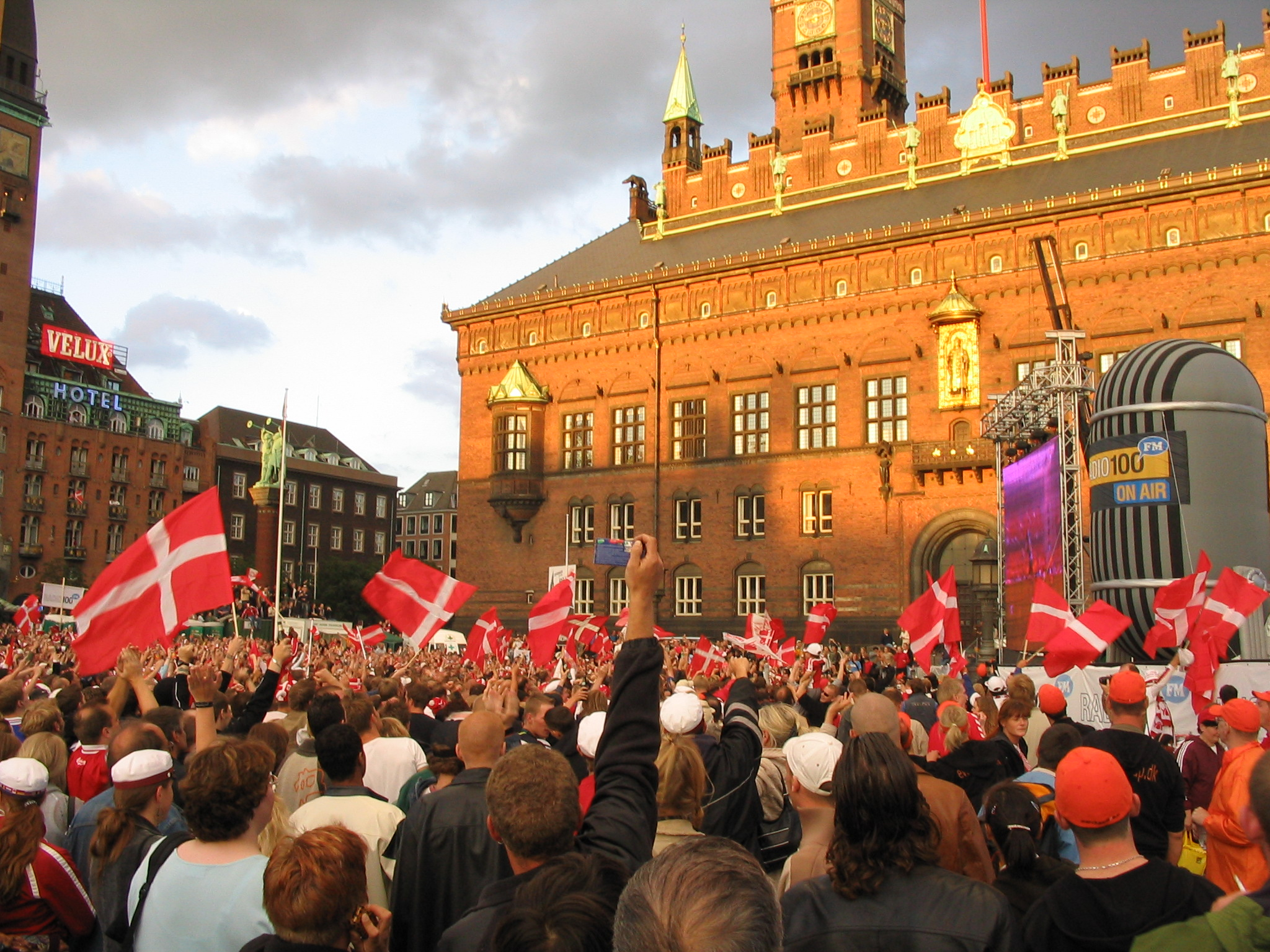
Roligans belagern den Rådhuspladsen in Kopenhagen

Als Roligans (von Dänisch rolig – „ruhig“) werden in Dänemark Personen bezeichnet, die vor allem im Rahmen dänischer Fußballnationalmannschaftsspiele durch friedliches Anfeuern vor und während eines Fußballspiels auffallen. Das Verhalten von Roligans entspricht dem Gegenteil des Verhaltens von Hooligans.
Diese Bewegung hat ihren Ursprung in der erfolgreichen Zeit der dänischen Nationalmannschaft in den 1980er Jahren. 1984 sprach das International Committee for Fair Play den dänischen Fußballfans den Preis Fair Play Diploma als Anerkennung für ihr Verhalten während der Europameisterschaft 1984 zu. 1986 wurde dann der Verein De danske roligans als Fanclub der dänischen Fußballnationalmannschaft gegründet.
Das Wort Roligan ist ein Wortspiel der Begriffe Hooligan und rolig (dänisch für „ruhig“).